# Diadelioides minor
Diadelioides minor là một loài bọ cánh cứng trong họ Cerambycidae.